# Singularidade tecnológica

Gráfico logarítmico contendo quinze listas de mudanças paradigmáticas para eventos-chave na história da humanidade, que mostra uma tendência de natureza exponencial. Listas preparadas por Dorion Sagan, Paul D. Boyer, Enciclopédia Britânica, Museu Americano de História Natural e Universidade do Arizona, dentre outros, e compiladas por Ray Kurzweil.

Singularidade tecnológica é a hipótese que relaciona o crescimento tecnológico desenfreado da super inteligência artificial a mudanças irreversíveis na civilização humana. Segundo essa hipótese, a "reação desenfreada" de um agente inteligente atualizável com capacidade de auto-aperfeiçoamento (como um computador que executa inteligência artificial baseada em software) geraria cada vez mais rapidamente, indivíduos dotados de uma super inteligência poderosa que, qualitativamente, ultrapassaria toda a inteligência humana. A utilização do termo "singularidade" se deu a partir da década de 1950, com John von Neumann, no sentido em que o progresso tecnológico estaria associado a uma mudança acelerada: "A aceleração do progresso tecnológico e as mudanças no modo de vida humano dão uma aparência de singularidade essencial na história da raça, para além da qual os assuntos humanos, como os conhecemos, não podem continuar." Autores como I. J. Good e Vernor Vinge ecoaram esse ponto de vista. The Coming Singularity, 1993, é um ensaio de Vinge que relaciona o fim da era humana com o avanço tecnológico da super inteligência a taxas incompreensíveis.
Em 2012, ocorreu a Cúpula da Singularidade, onde Stuart Armstrong apresentou seu estudo de previsões de inteligência artificial (AGI - Artificial General Intelligence), através do qual se encontrou uma ampla gama de datas previstas, com um valor médio de 2040.

## Manifestações

### Explosão da inteligência
Em 1965, I. J. Good especulou que a inteligência artificial poderia provocar uma explosão de inteligência, propondo um cenário onde, à medida que os computadores são potencializados, há o aumento da possibilidade de construção de máquinas com maior capacidade inventiva e de solução de problemas que o próprio homem. Máquinas cada vez mais capazes seriam desenvolvidas a partir desta, acelerando o auto-aperfeiçoamento recursivo, resultando numa enorme mudança qualitativa antes de quaisquer limites superiores impostos pelas leis da física ou da computação teórica.

### Estimativas

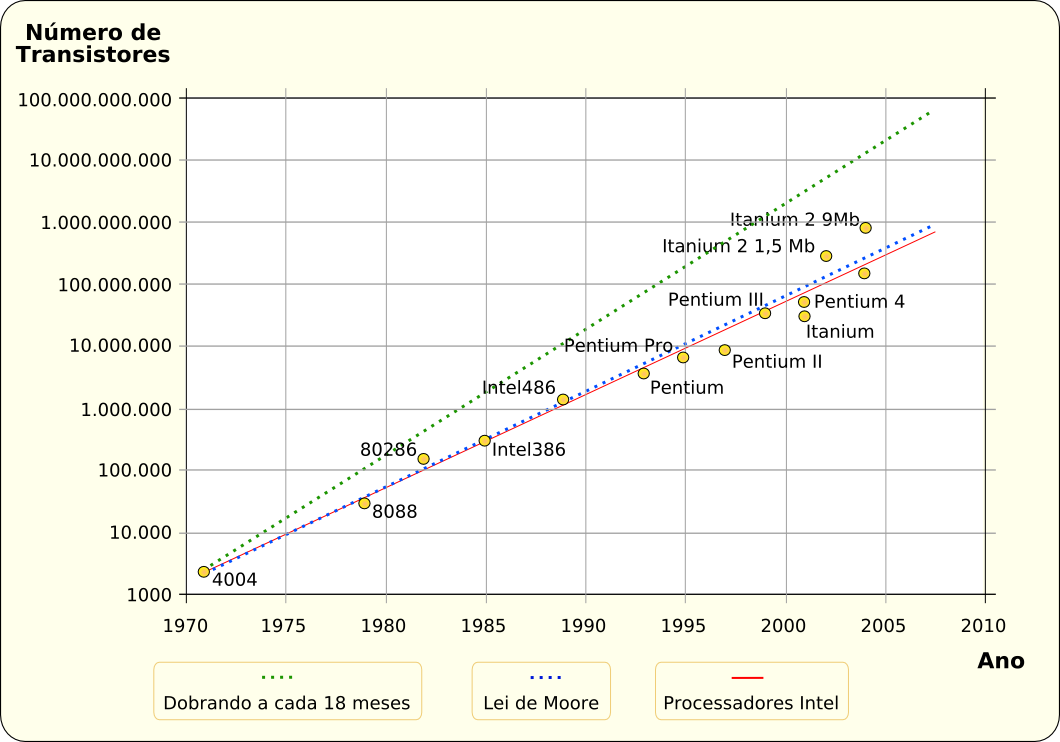
Quadro representativo sobre as previsões de Gordon Moore em relação ao aumento do poder de processamento dos computadores.

Para fazer uma estimativa precisa de quando exatamente a inteligência artificial conseguirá alcançar níveis superiores à inteligência humana muitos índices tem sido usados e comparados. A lei de Moore, em vigor há mais de 30 anos, segundo a qual a cada 18 meses a capacidade de processamento dos computadores dobra, enquanto os custos permanecem constantes, é extensamente usada como modelo nos estudos sobre singularidade tecnológica.
No modelo de singularidade tecnológica como consequência natural do acelerado progresso técnico-científico, vários outros índices também têm sido utilizados. Dentre eles podemos destacar: o número crescente de publicações científicas anuais, o número crescente de patentes registradas e a crescente concorrência econômica e industrial internacional.
A maior parte daqueles que pesquisam ou discutem a singularidade tecnológica acreditam que esta possa decorrer entre os anos de 2025 e 2070, embora seja perfeitamente possível que esta demore mais a ocorrer ou, simplesmente, não ocorra.
Em 2011, Kurzweil observou tendências existentes e concluiu que a singularidade estava se tornando mais provável de ocorrer em torno de 2045. Ele disse à revista Time: "Vamos fazer com sucesso a engenharia reversa do cérebro humano em meados dos anos 2020. No final dessa década, os computadores terão inteligência no mesmo nível humano." 

### Emergência da super inteligência
John von Neumann, Vernor Vinge e Ray Kurzweil definem a emergência da super inteligência em termos de sua criação. Eles argumentam que é difícil ou impossível para os seres humanos atuais prever o que seria da humanidade futura em um mundo pós-singularidade.

### Contra-singularidade
Para alguns escritores, a "singularidade" deve ser utilizada de forma mais ampla, para referir-se a quaisquer mudanças radicais em nossa sociedade provocadas por novas tecnologias, a exemplo da nanotecnologia molecular, enquanto que, para Vinge e outros mais, tais mudanças não se qualificam como uma verdadeira singularidade sem o acréscimo da super inteligência. Muitos escritores também ligam a singularidade a observações de crescimento exponencial em várias tecnologias (tendo a Lei de Moore como exemplo mais proeminente), usando-as como base para prever a ocorrência da singularidade em algum momento durante o século XXI.

## Plausibilidade
Estudiosos como Paul Allen, Jeff Hawkins, John Holland, Jaron Lanier e Gordon Moore, cuja lei de Moore é frequentemente citada em apoio ao conceito, disputam a plausibilidade de uma singularidade tecnológica.

### Causa reivindicada: crescimento exponencial
A ideia de que a tecnologia da computação cresce exponencialmente, sugerida pela Lei de Moore, é comumente citada como motivo para esperar uma singularidade em um futuro relativamente próximo, e vários autores propuseram generalizações acerca. Hans Moravec, um cientista de informática e futurista, propôs em um livro de 1998 que a curva de crescimento exponencial poderia ser estendida através de tecnologias de computação anteriores ao circuito integrado.
Kurzweil postula uma lei de retornos acelerados em que a velocidade das mudanças tecnológicas (e, em geral, todos os processos evolutivos) aumenta exponencialmente, generalizando a Lei de Moore da mesma maneira que a proposta de Moravec e também inclui tecnologia material (especialmente como aplicado à nanotecnologia), tecnologia médica e outros. Entre 1986 e 2007, a capacidade específica das máquinas para calcular informações per capita foi aproximadamente dobrada a cada 14 meses; A capacidade per capita dos computadores de propósito geral do mundo duplicou a cada 18 meses; A capacidade global de telecomunicações per capita dobrou a cada 34 meses; E a capacidade de armazenamento mundial per capita dobrou a cada 40 meses.
Este mesmo autor, reserva o termo "singularidade" para um rápido aumento da inteligência (ao contrário de outras tecnologias), escrevendo, por exemplo, que "a singularidade nos permitirá transcender essas limitações de nossos corpos e cérebros biológicos... Não haverá distinção, pós-singularidade, entre humanos e máquinas ". Ele também define sua data prevista da singularidade (2045) em termos de quando ele espera que as inteligências baseadas em computador excedam significativamente a soma total do poder humano, escrevendo que todo avanço na computação antes dessa data "não representará a singularidade" porque o que é feito "ainda não corresponde a uma profunda expansão da nossa inteligência."

### Acelerando a mudança
Há proponentes da singularidade que argumentam a sua inevitabilidade através da extrapolação de tendências passadas, especialmente aquelas que relacionam a redução de lacunas entre melhorias tecnológicas. Num contexto de progresso tecnológico, em um dos primeiros usos do termo "singularidade", Ulam fala de uma conversa com o falecido John von Neumann sobre acelerar a mudança:
Uma conversa centrada no progresso sempre acelerado da tecnologia e nas mudanças no modo de vida humana, que aparenta abordar uma singularidade essencial na história da raça, para além da qual os assuntos humanos, como os conhecemos, não puderam continuar.
Kurzweil afirma que o progresso tecnológico segue um padrão de crescimento exponencial, seguindo o que ele chama de "Lei de Retornos Aceleradores". Sempre que a tecnologia se aproxima de uma barreira, as novas tecnologias irão superá-la, escreve Kurzweil. Ele prevê que as mudanças de paradigma se tornarão cada vez mais comuns, levando a "mudanças tecnológicas tão rápidas e profundas, que representam uma ruptura no tecido da história humana". Kurzweil acredita que a singularidade ocorrerá até 2045. Suas previsões diferem da de Vinge, na medida em que ele prevê uma ascensão gradual para a singularidade, ao invés da inteligência super-humana auto-aperfeiçoada de Vinge.
Os perigos citados incluem os comumente associados à nanotecnologia molecular e à engenharia genética. Essas ameaças são questões importantes para os defensores da singularidade e as críticas, e foram objeto do artigo da revista Bill Wired "Porque o futuro não precisa de nós".

### Críticas
Alguns críticos afirmam que nenhum computador ou máquina jamais conseguirá inteligência humana, enquanto outros afirmam que a definição de inteligência é irrelevante se o resultado líquido for o mesmo.
Steven Pinker afirmou em 2008:
(...) Não há o menor motivo para acreditar em uma singularidade que vem. O fato de que você pode visualizar um futuro em sua imaginação não é prova de que seja provável ou mesmo possível. Olhe para cidades abobadadas, comboio de mochila a jato, cidades subaquáticas, edifícios de milha-alta e automóveis de energia nuclear - todos os grampos de fantasias futuristas quando eu era uma criança que nunca chegou. O poder de processamento completo não é um pó de duendes que soluciona magicamente todos os seus problemas. (...)
Universidade da Califórnia, Berkeley, o professor de filosofia John Searle escreve:
[Computadores] têm, literalmente, [...], nenhuma inteligência, motivação, autonomia ou poder de ação próprio. Nós os projetamos para se comportarem como se tivessem algum tipo de psicologia, mas não há nenhuma realidade psicológica para os processos ou comportamentos correspondentes. [...] [A máquina não tem crenças, desejos, [ou] motivações.
Martin Ford em The Lights in the Tunnel: automação, tecnologia de aceleração e economia do futuro postulam um "paradoxo tecnológico" na medida em que, antes da singularidade, poderia ocorrer a maioria dos trabalhos de rotina na economia, caso fossem do tipo automatizado, uma vez que isso exigiria um nível de tecnologia inferior ao da singularidade. Isso causaria o desemprego maciço e a queda da demanda dos consumidores, o que, por sua vez, destruiria o incentivo para investir nas tecnologias que seriam necessárias para promover a singularidade. O deslocamento de trabalho é cada vez mais não limitado ao trabalho tradicionalmente considerado "rotineiro".
Theodore Modis e Jonathan Huebner argumentam que a taxa de inovação tecnológica não só deixou de aumentar, mas agora está diminuindo. A evidência para este declínio é que o aumento das taxas de clock do computador está diminuindo, mesmo quando a previsão de Moore de densidade de circuito exponencialmente crescente continua a manter. Isto ocorre devido à acumulação de calor excessiva a partir do chip, que não pode ser dissipado rápido o suficiente para evitar que o chip funda quando se opera a velocidades mais elevadas. Avanços em velocidade podem ser possíveis no futuro em virtude de projetos de CPU mais eficientes em termos de energia e processadores de várias células. Enquanto Kurzweil usava os recursos de Modis, e o trabalho de Modis estava em torno da aceleração da mudança, Modis distanciou-se da tese de Kurzweil de uma "singularidade tecnológica", alegando que não tem rigor científico.
Em uma contabilidade empírica detalhada, The Progress of Computing, de William Nordhaus, argumentou que, antes de 1940, os computadores seguiram o crescimento muito mais lento de uma economia industrial tradicional, rejeitando as extrapolações da lei de Moore aos computadores do século XIX.
Em um artigo de 2007, Schmidhuber afirmou que a frequência de "eventos notáveis" subjetivamente parece estar se aproximando de uma singularidade do século XXI, mas advertiu os leitores a levarem tais parcelas de eventos subjetivos com um grão de sal: talvez, com diferenças de memória recentes e distantes, os eventos poderiam criar uma ilusão de aceleração de mudança onde não existe.
Paul Allen argumenta o oposto de retornos acelerados, o freio de complexidade; quanto mais progresso a ciência faz para a compreensão da inteligência, mais difícil torna-se fazer progressos adicionais. Um estudo do número de patentes mostra que a criatividade humana não mostra retornos acelerados, mas, de fato, como sugerido por Joseph Tainter em The Collapse of Complex Societies, uma lei de retornos decrescentes. O número de patentes por mil atingiu o pico no período de 1850 a 1900 e tem vindo a diminuir desde então. O crescimento da complexidade eventualmente se torna auto-limitante e leva a um amplo "colapso geral dos sistemas".
Jaron Lanier refuta a ideia de que a singularidade é inevitável. Ele afirma: "Eu não acho que a tecnologia está se criando. Não é um processo autônomo". Ele continua afirmando: "A razão de acreditar na agência humana sobre o determinismo tecnológico é que você pode ter uma economia onde as pessoas ganham seu próprio caminho e inventam suas próprias vidas. Se você estrutura uma sociedade para não enfatizar a agência humana individual, é a mesma coisa operacional que negar a influência, a dignidade e a autodeterminação das pessoas... abraçar [a ideia da singularidade] seria uma celebração de dados ruins e políticas ruins. "
O economista Robert J. Gordon, em The Rise and Fall of American Growth: O padrão de vida dos EUA desde a Guerra Civil (2016), ressalta que o crescimento econômico medido desacelerou em 1970 e abrandou ainda mais desde a crise financeira de 2008 e argumenta que os dados econômicos não mostram vestígios de uma singularidade que vem, como imaginou o matemático IJ Bom.
Além das críticas gerais ao conceito de singularidade, vários críticos levantaram problemas com o gráfico icônico de Kurzweil. Uma linha de crítica é que um gráfico log-log dessa natureza é inerentemente tendencioso em direção a um resultado direto. Outros identificam viés de seleção nos pontos que Kurzweil escolhe usar. Por exemplo, a bióloga PZ Myers aponta que muitos dos "eventos" evolutivos iniciais foram escolhidos arbitrariamente. Kurzweil refutou isso, traçando eventos evolutivos de 15 fontes neutras e mostrando que eles se encaixam em uma linha direta em um gráfico log-log. The Economist zombou do conceito com um gráfico extrapolando que o número de lâminas em uma navalha, que aumentou ao longo dos anos de um para até cinco, aumentará cada vez mais rápido até o infinito.

## Ramificações

### Incerteza e risco
O termo "singularidade tecnológica" reflete a ideia de que tal mudança pode acontecer de repente, e que é difícil prever como o novo mundo resultante funcionaria. Não está claro se uma explosão de inteligência desse tipo seria benéfica ou prejudicial, ou mesmo uma ameaça existencial, uma vez que a questão não foi tratada pela maioria dos pesquisadores de inteligência artificial, embora o tema da inteligência artificial amigável venha sendo investigado pelo Future of Humanity Institute e pelo Machine Intelligence Research Institute.

### Próximo passo da evolução sociobiológica
Embora a singularidade tecnológica geralmente seja vista como um evento súbito, alguns estudiosos argumentam que a atual velocidade de mudança já se encaixa nesta descrição. Além disso, alguns argumentam que já estamos no meio de uma grande transição evolutiva que combina tecnologia, biologia e sociedade. A tecnologia digital infiltrou o tecido da sociedade humana a um grau de dependência indiscutível e muitas vezes sustentável. Um artigo de 2016 na Trends in Ecology & Evolution argumenta que "os seres humanos já adotam fusões de biologia e tecnologia. Passamos a maior parte do nosso tempo de vigília a se comunicar através de canais mediados digitalmente... confiamos na inteligência artificial com nossas vidas através de travagem antibloqueio em carros e pilotos automáticos em aviões... Com um em cada três casamentos na América começando on-line, os algoritmos digitais também estão desempenhando um papel na ligação e reprodução de pares humanos ". O artigo argumenta que, a partir da perspectiva da evolução, várias transições principais de evolução anteriores transformaram a vida através de inovações em armazenamento e replicação de informações (RNA, DNA, multicelularidade e cultura e linguagem). Na fase atual da evolução da vida, a biosfera à base de carbono gerou um sistema cognitivo (humano) capaz de criar tecnologia que resultará em uma transição evolutiva comparável. A informação digital criada pelos humanos atingiu uma magnitude similar à informação biológica na biosfera. Desde a década de 1980, "a quantidade de informações digitais armazenadas dobrou cerca de 2,5 anos, atingindo cerca de 5 zettabytes em 2014 (5x10 ^ 21 bytes). Em termos biológicos, existem 7,2 bilhões de humanos no planeta, cada um com um genoma de 6,2 Bilhões de nucleotídeos. Uma vez que um byte pode codificar quatro pares de nucleótidos, os genomas individuais de cada humano no planeta poderiam ser codificados por aproximadamente 1x10 ^ 19 bytes. O reino digital armazenou 500 vezes mais informações do que isso em 2014 (... veja a figura)... A quantidade total de DNA contida em todas as células da Terra é estimada em cerca de 5,3 x 10 ^ 37 pares de bases, equivalente a 1,325 x 10 ^ 37 bytes de informação. Se o crescimento no armazenamento digital continuar na sua taxa atual de 30 -38% de crescimento composto por ano, [20] irá rivalizar com o conteúdo total de informação contido em todo o DNA em todas as células da Terra em cerca de 110 anos. Isso representaria uma duplicação da quantidade de informações armazenadas no biosfera em um período de tempo total de apenas 150 anos".

### Implicações para a sociedade humana
Em fevereiro de 2009, sob os auspícios da Associação para o Avanço da Inteligência Artificial (AAAI), Eric Horvitz presidiu uma reunião com cientistas da computação, pesquisadores de inteligência artificial e roboticistas em Asilomar, em Pacific Grove, Califórnia. O objetivo era discutir o impacto potencial da possibilidade hipotética de que os robôs pudessem se tornar auto-suficientes e capazes de tomar suas próprias decisões. Eles discutiram até que ponto os computadores e os robôs poderiam adquirir autonomia e até que ponto eles poderiam usar tais habilidades para colocar ameaças ou perigos.
Algumas máquinas são programadas com várias formas de semi-autonomia, incluindo a capacidade de localizar suas próprias fontes de energia e escolher alvos para atacar com armas. Além disso, alguns vírus informáticos podem evadir a eliminação e, de acordo com os cientistas presentes, poderia, portanto, ser dito ter atingido um estágio de "barata" da inteligência da máquina. Os participantes da conferência observaram que a autoconsciência, tal como descrita na ficção científica, é improvável, mas que existem outros perigos e armadilhas potenciais.

## Imortalidade
The Singularity is Near, publicado por Kurzweil em 2005, sugere que os avanços médicos permitiriam às pessoas proteger seus corpos contra os efeitos do envelhecimento, tornando a expectativa de vida ilimitada. Kurzweil argumenta que os avanços tecnológicos em medicina nos permitirão consertar e substituir continuamente componentes defeituosos em nossos corpos, prolongando a vida a uma idade indeterminada. Ele sugere terapia genética somática; Após vírus sintéticos com informações genéticas específicas, o próximo passo seria aplicar essa tecnologia à terapia genética, substituindo DNA humano por genes sintetizados.
Além de ampliar a vida operacional do corpo físico, Jaron Lanier defende uma forma de imortalidade chamada "Ascensão Digital" que envolve "pessoas morrendo em carne e sendo carregadas em um computador e permanecendo conscientes". O singularismo também foi comparado a uma religião por John Horgan.

## História do conceito
Em seu obituário para John von Neumann, Ulam lembrou de uma conversa sobre o "progresso sempre acelerado da tecnologia e as mudanças no modo de vida humana, que dão a aparência de aproximação de uma singularidade essencial na história da raça para além da qual os assuntos humanos como os conhecemos, não podem continuar".
Em 1965, Good escreveu seu ensaio postulando uma "explosão de inteligência" de auto-aperfeiçoamento recursivo de uma inteligência de máquina. Em 1985, em "The Time Scale of Artificial Intelligence", o pesquisador de inteligência artificial Ray Solomonoff articulou matematicamente a noção relacionada do que ele chamou de "ponto infinito": se uma comunidade de pesquisa de AIs de auto-aperfeiçoamento humano levar quatro anos para dobrar sua própria velocidade, depois serão dois anos, depois um e assim por diante, até que suas capacidades aumentam infinitamente em tempo finito.
Em 1983, Vinge popularizou muito a explosão de inteligência de Good em vários escritos, primeiro abordando o tópico impresso na edição de janeiro de 1983 da revista Omni. Nesta peça de ação, Vinge parece ter sido o primeiro a usar o termo "singularidade" de forma especificamente vinculada à criação de máquinas inteligentes: "Em breve criaremos inteligências maiores que as nossas. Quando isso acontecer, a história humana alcançará uma espécie de singularidade, uma transição intelectual tão impenetrável quanto o espaço-tempo atado no centro de um buraco negro, e o mundo passará muito além do nosso entendimento. Essa singularidade, acredito, já assombra vários escritores de ficção científica. Isso impossibilita a extrapolação realista para um futuro interestelar. Para escrever uma história definida há mais de um século, é preciso uma guerra nuclear entre... para que o mundo permaneça inteligível."
O artigo de HisVinge de 1993 intitulado "The Coming Technological Singularity: How to Survive na Era Pós-Humana" se espalhou amplamente na internet e ajudou a popularizar a ideia. Este artigo contém a afirmação: "Dentro de trinta anos, teremos os meios tecnológicos para criar inteligência sobre-humana. Pouco depois, a era humana será encerrada". Vinge argumenta que os autores de ciência-ficção não podem escrever personagens de pós-singularidade realistas que superam o intelecto humano, pois os pensamentos de tal intelecto estariam além da capacidade dos humanos de expressar.
Em 2000, Bill Joy, tecnólogo proeminente e co-fundador da Sun Microsystems, expressou preocupação com os perigos potenciais da singularidade.
Em 2005, Kurzweil publicou The Singularity is Near. A campanha publicitária de Kurzweil incluiu uma aparição no The Daily Show com Jon Stewart.
Em 2007, Eliezer Yudkowsky sugeriu que muitas das variadas definições que foram atribuídas à "singularidade" são mutuamente incompatíveis em vez de se apoiarem. Por exemplo, Kurzweil extrapola as trajetórias tecnológicas atuais após a chegada do IA auto-aperfeiçoado ou da inteligência sobre-humana, que Yudkowsky argumenta, representa uma tensão com o aumento descontínuo proposto por I. J. Good na inteligência e na tese de Vinge sobre a imprevisibilidade.
Em 2009, o fundador da Kurzweil e do X-Prize, Peter Diamandis, anunciou o estabelecimento da Singularity University, um instituto privado não acreditado cuja missão declarada é "educar, inspirar e capacitar líderes para aplicar tecnologias exponenciais para enfrentar os grandes desafios da humanidade". Financiado por Google, Autodesk, ePlanet Ventures e um grupo de líderes da indústria de tecnologia, a Singularity University é baseada no Centro de Pesquisa Ames da NASA em Mountain View, Califórnia. A organização sem fins lucrativos administra um programa anual de pós-graduação de dez semanas durante o verão do norte do hemisfério, que abrange dez diferentes tecnologias e faixas aliadas e uma série de programas executivos ao longo do ano.

## Política
Em 2007, o Comitê Econômico conjunto do Congresso dos Estados Unidos divulgou um relatório sobre o futuro da nanotecnologia. Prevê mudanças tecnológicas e políticas significativas no futuro a meio prazo, incluindo a possível singularidade tecnológica.
O ex-presidente dos Estados Unidos, Barack Obama falou sobre a singularidade em sua entrevista à Wired em 2016: "Uma coisa sobre a qual não falamos demais, e eu só quero voltar, é que temos que pensar nas implicações econômicas. Porque a maioria das pessoas não está gastando muito tempo agora se preocupando com a singularidade - eles estão preocupados com "Bem, meu trabalho vai ser substituído por uma máquina?"

### Organizações e instituições relacionadas
Existem várias organizações e instituições que pretendem participar ativamente e/ou promovem estudos acerca da singularidade tecnológica. Dentre estas podemos destacar:
- Singularity Institute for Artificial Intelligence: instituto de pesquisa sem fins lucrativos que já vem promovendo há algum tempo o estudo e o avanço das pesquisas na área da inteligência artificial e prega que a singularidade tecnológica pode ser totalmente benéfica, ao contrário do que muitos acreditam. Estão atualmente trabalhando para dar forma ao que o estatístico britânico Irving John Good chamou de "explosão de inteligência" e têm como objetivo adicional promover uma discussão e uma compreensão mais ampla sobre a inteligência artificial e seus benefícios.
- Acceleration Studies Foundation: organização educacional sem fins lucrativos que visa a promover estudos e pesquisas (e também conseguir investimentos para as mesmas) acerca da aceleração do progresso científico e tecnológico e da aceleração das mudanças sociais, políticas, culturais e econômicos de nossa sociedade. É também responsável por uma conferência anual realizada na Universidade de Stanford, nos Estados Unidos, onde se discute a aceleração das inovações tecnológicas e o seu impacto social, promovendo para tal introspecções multidisciplinares acerca de assuntos muitas vezes relacionados à singularidade tecnológica.
- Associação Transumanista Mundial: fundada em 1998 pelo filósofo sueco Nick Bostrom, director do Instituto do Futuro da Humanidade, criado na Faculdade de Filosofia de Oxford, encabeça inúmeras delegações em todo o mundo, mas não deixa de ser uma especificidade do Ocidente industrializado. Os transumanistas têm por base na sua argumentação o êxito das nanotecnologias e defendem que a ciência está prestes a passar a Humanidade e vai obrigá-la a ultrapassar-se a si mesma. Raymond Kurzweil, engenheiro e futurologista americano, publicou Human 2.0 (“Singularidade”, em português). Ligado ao tema em questão, esta publicação contempla a próxima fusão entre o ser humano e a máquina e o aparecimento de sistemas supra-inteligentes. Os movimentos transumanistas pretendem o nascimento de um mundo sem limitações, que nos força a ser meros seres humanos. Amanhã, deixará de ser necessário nascer, as doenças terão desaparecido e a morte deixará de ser imposta, esta recusa da condição humana denota uma rejeição a tudo o que a natureza nos impõe.
- Google, Yahoo! e Nasa juntos resolveram apoiar um colégio que ensina os alunos a lidar com um mundo onde a tecnologia pode tornar-se mais esperta do que os seres humanos. A Singularity University terá a sua base no programa espacial do Ames Campus no Vale do Silício, E.U.A. Seu chanceler será o controverso futurista Raymond Kurzweil, cujo livro escrito em 2005, "A Singularidade está próxima", inspirou o nome da escola. A Singularity University aceitou 30 alunos na sua primeira turma, no verão de 2009, aumentando para 120 no ano seguinte. Apesar do seu nome, a instituição não é realmente uma universidade, mas vai oferecer nove semanas de cursos no intuito de assegurar uma tecnologia para melhorar a situação da humanidade, em vez de prejudicá-la. Os cursos foram concebidos para ver como os alunos podem usar a tecnologia de forma a resolver problemas mundiais, como a pobreza, a fome, as doenças, o aquecimento global e a redução do abastecimento energético.

## Cultura popular
A singularidade é referenciada em inúmeras obras de ficção científica. No romance de ficção científica de Greg Bear, Blood Music (1983), ocorre uma singularidade em questão de horas. David Brin's Lungfish (1987) propõe que a IA seja dada num corpo humanoide e que seja criada e ensinada da mesma forma que nós. No romance Neuromancer de 1984 de William Gibson, as inteligências artificiais capazes de melhorar seus próprios programas são rigorosamente reguladas por "policiais Turing" especiais para garantir que nunca excedam um certo nível de inteligência, e a trama se centra nos esforços de uma dessas IA para contornar seu controle. Em 1998 Me / Days de Greg Benford, é legalmente necessário que uma memória de AI seja apagada após cada trabalho.
Toda a trama da Transcendência de Wally Pfister se concentra em um cenário de singularidade. No filme de ciência científica de 2013, ela segue o relacionamento romântico de um homem com uma IA altamente inteligente, que eventualmente aprende como se melhorar e cria uma explosão de inteligência. O filme de 1982, Blade Runner, e o filme de 2015, Ex Machina, são duas visões ligeiramente distópicas sobre o impacto da inteligência artificial. Ao contrário de Blade Runner, Her e Ex Machina tentam apresentar cenários "futuros plausíveis" que se destinam a atrapalhar o público como "não apenas possível, mas altamente provável".
Alguns exemplos exacerbados de singularidade em filmes são HAL 9000 em 2001: A Space Odyssey (parafraseando a conversa do entrevistador da BBC com Dave Bowman: "HAL tem emoções reais?" "Bem, ele age como se tivesse emoções reais, mas, então, ele foi programado dessa forma para que possamos interagir mais facilmente com ele. Mas quanto a ele ter emoções reais, não tenho certeza se é algo que alguém pode realmente responder.") que se funde com Dave em uma singularidade tecno-biológica em 2010: Odyssey Two; também uma fusão do Capitão Decker (com o simulacro AI do tenente Ilia) e V'Ger (também no início uma singularidade puramente tecnológica) em Star Trek: The Motion Picture, em ambos os casos, a fusão tecno-biológica que culmina em uma singularidade transdimensional, este último foi fortemente influenciado por Ray Bradbury, e também apresentou sofrimentos relacionados à sexualidade.
Muitas dessas representações fictícias postulam intervenção por um agente externo muito avançado (raça Clindar de 2001, alienígenas superiores, ou as entidades máquina-planeta do filme Star Trek que expandiram o V'Ger, mas que precisava que o elemento "humano" se tornasse transcendente).
Essa conquista tecno-biológica de transcendência singular é muito diferente das transcendências místicas como a teoria cristã (postulando a necessidade de um redentor intermediário), ou o nirvana das religiões asiáticas (através de Buda, bodhisattvas, etc.) para um plano superior de ser, realização que não necessita necessariamente de aumento tecnológico, mas ainda exige uma entidade já em tal nível, como uma espécie de guia.